# Georg Scholtz (starszy)
Georg Scholtz st. (ur. ok. 1588 we Wrocławiu, zm. 12 lutego 1647 we Wrocławiu) – niemiecki malarz czynny w XVII wieku we Wrocławiu. 
Pierwsze nauki malarstwa zaczął pobierać w wieku ok. 13 lat; od 1601 do 1606 roku był uczniem malarza i rysownika Davida Heidenreicha. U niego terminował również w latach 1615-1617, co zaowocowało wykonaniem obrazu pt. Ukrzyżowanie. Przy Starych Jatkach we Wrocławiu prowadził swój warsztat; tam też mieszkał wraz ze swoją żoną Magdaleną Walter, którą poślubił w 1618 roku. W 1633 roku został starszym cechu. W jego warsztacie wykształciło się trzynastu uczniów, w tym dwaj jego synowie: Gottfried (1619–1666) i Georg (1622-1677).

## Twórczość
W 1620 roku uczestniczył w pracach malarskich przy łuku triumfalnym przygotowanym na okoliczność wjazdu do Wrocławia Fryderyka V. W 1634 roku namalował dwa obrazy: Wizje Ezechiela oraz Autoportret przeznaczony do własnego epitafium w kaplicy malarzy kościoła św. Marii Magdaleny we Wrocławiu.    
- Ukrzyżowanie i Portret Rodziny (u dołu) - epitafium zwane Engelhardt i Schnellenstein; 1617, 140 × 100 cm, 41,8 × 129 cm (predella), obraz sygnowany :"GS[monogram wiązany]/1617"